# Mikael Ericsson
Mikael Ericsson, född 28 februari 1960, är en svensk rallyförare.
Ericson tävlade i rally-VM på 1980-talet och i början av 1990-talet. Ericsons bästa år var 1989 då han vann två VM-rallyn och kom på en total 4:e plats i VM.

## WRC-segrar
| # | Tävling         | Säsong | Co-driver      | Bil                    |
| - | --------------- | ------ | -------------- | ---------------------- |
| 1 | Rally Argentina | 1989   | Claes Billstam | Lancia Delta Integrale |
| 2 | Finska rallyt   | 1989   | Claes Billstam | Mitsubishi Galant VR-4 |